# 馬車鐵路

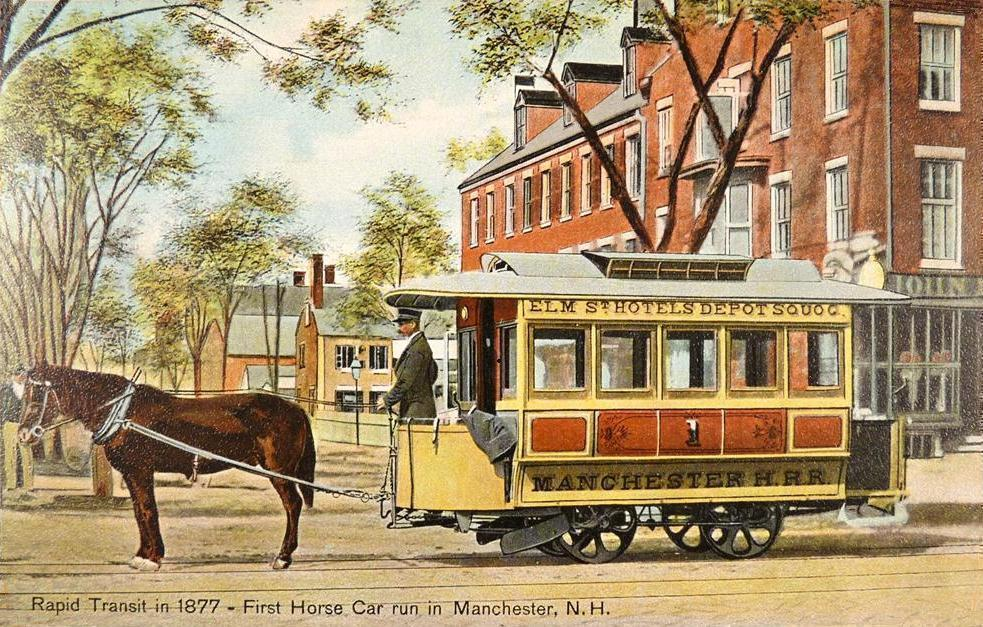
美國新罕布什尔州曼彻斯特的第一辆由马拉動的客車

馬車鐵路是一种在街道上铺设轨道，由马拉动车辆在轨道上行驶的城市公共交通工具:23。此類交通工具常見於19世紀末期。日本於明治維新後出現了馬車鐵路。1881年唐胥鐵路建成後由於機車震動引發部分人恐慌，於是機車被暫時叫停，並且運煤車輛暫時由馬匹拉動。1907年，中日商办沈阳马车铁道股份有限公司在沈阳市奉天旧站至小西边门间修建了一条4.03公里的马车铁路，为沈阳市提供公共交通:28。